# 赫耳墨斯
- 關於1837年成立的法國奢侈品品牌，請見「愛馬仕」。
- 關於法国和欧空局于上世纪提议研发的一型航天飞机，請見「赫耳墨斯号航天飞机」。
- 關於其他用法，請見「競技神」。

赫耳墨斯（羅馬化：Hermēs），又译赫密士或荷米斯。他是宙斯与邁亞的儿子，是奥林匹斯十二主神之一，相對於羅馬神話中的墨丘利。

## 神話
他是边界及穿越边界的旅行者之神，亦掌管牧羊人与牧牛人，辩论与灵舌，诗与文字，体育，重量与度量，发明与商业，他也是狡猾的小偷和骗子之神。《荷马诗颂》裡描述他是一个
|  | 变化多端、圆滑机灵的盗贼，他带给人梦境，是夜裡守望者，门外的小偷，在长生不老的众神裡最先展示善意的人。 |

他与伊里斯共同担当神界与人界之间的信使。
赫耳墨斯发明了钻木取火，他还发明了乐器里拉琴。赫耳墨斯也是各种竞技比赛及拳击的发明人，也因此成为运动员的保护神。现代神话收集家经常把赫耳墨斯和其他民族文化裡的耍诡计的神（英語：Trickster）相提并论。
赫耳墨斯还是亡灵的接引神，他帮助死去的灵魂到达冥界。在许多希腊神话故事裡，赫耳墨斯是除了哈得斯和珀耳塞福涅之外唯一可以在冥界自由出入的神。
赫耳墨斯的代表动物是公鸡和乌龟，他的身上戴有皮包或是皮夹，脚穿插翼凉鞋，头戴翼帽，手拿信使的权杖，也叫做双盘蛇带翼权杖。赫耳墨斯因为他的机智与狡猾也成为盗贼之神，他出生的第一晚就已经做了小偷，从母亲迈亚那裡溜出去偷他哥哥阿波罗的神牛。
赫耳墨斯对他的父亲宙斯十分忠诚，当宙斯的爱人之一宁芙仙子伊俄被赫拉捉住，并且派了百眼巨人阿耳戈斯看守的时候，是赫耳墨斯出手解救了她。他给巨人唱悦耳动听的歌，讲冗长乏味的故事以哄他入睡，之后用月牙形的弯刀砍下了他的头。
赫耳墨斯在罗马神话中对应于墨丘利，是八大行星中的水星。墨丘利继承了赫耳墨斯的许多特征，比如商业的守护神。
他雙腳長有雙翼、因此行走如飛，並成為在奧林匹斯山擔任宙斯和諸神傳令的使者，為諸神傳送消息，並完成宙斯交給他的各種任務。

## 基督教的記載
在新約聖經提及的希耳米就是赫耳墨斯。使徒保羅因醫治一名天生不能行走的人，就被當地人誤當他就是赫耳墨斯，而隨行的巴拿巴就是宙斯，向二人拜祭，二人極力反對。（出自《使徒行傳》第14章第11节参）。

## 文化引用
- 1861年起，赫耳墨斯的头像图用作希腊郵政的商標。
- 輕小說《加速世界》－引用此名的低軌道太空電梯，名為「赫耳墨斯之索（ヘルメス・コード，Hermes Cord）」。
- 迪士尼經典動畫長片《大力士》中的神之一。
- 南韓製播的電視動畫《天神向前衝》中的傳令神兼冥界引路神，為奧林匹斯十二主神之一。
- 動漫《在地下城尋求邂逅是否搞錯了什麼》中的神之一。

## 參见
- 商神杖
- 赫耳墨斯主义